# 21 de març
El 21 de març és el vuitantè dia de l'any del calendari gregorià i el vuitanta-unè en els anys de traspàs. Queden 285 dies per a finalitzar l'any.

## Esdeveniments
Països Catalans
- 1238 - Xàtiva: el rei Jaume I signa el primer document que confereix lleis pròpies (jutges civils i criminals, la cambra dels jurats de València), a la recentment conquerida València. Açò és la llavor dels Furs valencians
- 1674 - Vilafranca de Conflent (Conflent): Fracassa la Conspiració de Vilafranca per alliberar la Catalunya Nord, ocupada pels francesos.arq
- 1935 - Barcelona: S'estrena al teatre Poliorama la comèdia La Rambla de les Floristes, de Josep Maria de Sagarra.[1]
- 2004 - Catalunya del Nord: s'hi celebra la primera tanda per elegir 16 escons dels 31 del Consell General dels Pirineus Orientals i a la regió de Llenguadoc-Rosselló (que inclou la Catalunya del Nord).

Resta del món
- 1098 - Citeaux, Borgonya (França): el religiós francès Robert de Molesme funda el primer monestir del Cister.
- 1716 - Repin, Bohèmia: Josef Seger, compositor i organista txec (m. 1782).
- 1801 - Aranjuez (Comunitat de Madrid): Espanya signa amb França el Tractat d'Aranjuez de 1801 en el qual el primer retorna la Louisiana al segon i es fan canvis de possessió de la Península Itàlica.
- 1804 - França: Es publica el Codi Civil Francès que serà un referent.
- 1866 - Viena, Imperi Austrohongarès: al Carl-Theatre s'estrena l'opereta Cavalleria lleugera (Leichte Kavallerie) de Franz von Suppé.
- 1919 - Hongria: s'instaura el règim de Bela Kun.
- 1960 - Sharpeville, Sud-àfrica: la policia carrega contra un grup de manifestants desarmats i provoca una massacre. En record de la massacre de Sharpeville, l'ONU va convertir el 21 de març en el Dia internacional de lluita contra la segregació racial.[2]
- 1990 - Namíbia es converteix en una república independent.
- 1993 - Warrington, Gran Bretanya: l'IRA fa esclatar una bomba al centre de la ciutat.
- 2006 - San Francisco (Estats Units): El cofundador del Twitter (aleshores Twttr) envia el primer tweet o piulada amb el missatge just setting up my twttr. (simplement configurant el meu twttr.).

## Naixements
Països Catalans
- 1858 - Barcelona: Enric Sagnier i Villavecchia, arquitecte català (m. 1931).[3]
- 1859 - Sabadell: Manuel Ribot i Serra, bibliotecari, arxiver, historiador, dramaturg i poeta català.
- 1899 - Sabadell: Francesc Baygual i Bas, industrial tèxtil català.
- 1900 - Barcelona: Antoni Romañà i Pujó, matemàtic i astrònom català, jesuïta, impulsor de l'Observatori de l'Ebre (m. 1980).
- 1905 - Barcelona: Joan Coromines i Vigneaux, lingüista català, autor del Diccionari etimològic i complementari de la llengua catalana i de l'Onomasticon Cataloniae.[4]
- 1922 - Manresa: Emilia Guiu, actriu catalano-mexicana (m. 2004).[5]
- 1928 - Barcelona: Joan Vergés i Calduch, poeta en llengua catalana.
- 1930 - Barcelona: Roser Oller i Montia, educadora musical i política catalana.[6]
- 1933 - Barcelona: Núria Sales i Folch, historiadora catalana (m. 2023).
- 1937 - Roses, Girona: Carme Vilà i Fassier, pianista i concertista catalana.[7]
- 1963 - Castellfollit de la Rocaː Isabel Banal i Xifré, artista visual catalana.
- 1972 - Felanitx: Catalina Soler, política mallorquina, alcaldessa de Felanitx, ha estat diputada al Parlament Balear i senadora.[8]
- 1976 - Manlleu, Osona: Laura Camps Collell, jugadora de bàsquet catalana.[9]
- 1977 - Girona: Cristina Bes Ginesta, esquiadora catalana d'esquí alpí.[10]
- 1983 - Sabadell: Lucila Pascua, jugadora catalana de bàsquet, que juga en la posició de pivot.[11]

Resta del món
- 1474 - Desenzano del Garda: Àngela Merici, religiosa fundadora de la Companyia de Santa Úrsula (m. 1540).[12]
- 1666 - Edo (Japó): Ogyū Sorai, o Butsu Sorai, filòsof confucià japonès (m. 1728).[13]
- 1685 - Eisenach, Sacre Imperi: Johann Sebastian Bach, compositor barroc.[14]
- 1723 - Remiencourt, Vosges (França): François Bourgeois jesuïta francès, missioner a la Xina. (m. 1792).
- 1736 - Stuttgart: Dorothea Spurmi Wendling, cantant alemanya (soprano) (m. 1811).[15]
- 1752 - Killingly, Connecticut: Mary Dixon Kies, inventora, primera dona estatunidenca a demanar i obtenir una patent (m. 1837).[16]
- 1768 - Auxerre, Regne de França: Jean-Baptiste-Joseph Fourier, matemàtic, físic i egiptòleg francès (m. 1830).[17]
- 1785 - Haarlem, Províncies Unides: Woutherus Mol, pintor i dibuixant holandès (m. 1857).
- 1806 - San Pablo Guelatato, Estat d'Oaxaca, Mèxic: Benito Pablo Juárez García, President mexicà amerindi zapoteca. Fou el primer president d'origen amerindi d'un país d'Amèrica (m. 1872)[18]
- 1838 - Brno, Moràvia, República Txeca: Wilma Neruda, violinista moraviana (m. 1911).[19]
- 1866 - Cold Spring,Nova York: Antonia Maury, astrònoma nord-americana que treballà en sistemes de classificació d'estels (m.1952).[20]
- 1887 - Lynn, Massachusetts: Ruth Law Oliver, pionera de l'aviació estatunidenca (m. 1970).[21]
- 1889 - San Diego, Califòrnia (Estats Units): W.S. Van Dyke, director de cinema estatunidenc (m. 1943).[22]
- 1900 - Chongqing (Xina): Sun Yu, actor, guionista i director de cinema xinès (m. 1990).[23]
- 1911 - Madrid: Encarnación Cabré Herreros, primera arqueòloga espanyola (m. 2005).[24]
- 1913 - Bursa: Sabiha Gökçen, una de les primeres aviadores turques (m. 2001).
- 1920 - Nancy, França: Éric Rohmer, crític i director de cinema francès (m. 2010).[25]
- 1921 - Villers-Perwin, Bèlgica: Arthur Grumiaux, violinista belga (m. 1986).[26]
- 1923 - Castro Urdiales Marina Vega de la Iglesia, lluitadora antifranquista amb la Resistència Francesa (m. 2011).[27]
- 1927 - Reideburg, Saxònia-Anhalt (Alemanya): Hans-Dietrich Genscher, polític i advocat alemany. Fou ministre d'Afers estrangers de la RFA entre 1974 i 1992.(m. 2016).[2]
- 1931 - Milà: Alda Merini, poeta, pensadora, aforista i escriptora italiana (m. 2009).[28]
- 1932 - Boston, Massachusetts, (EUA): Walter Gilbert, físic i bioquímic estatunidenc.
- 1935 - Carmelo, Colonia: Gladys Parentelli, fotògrafa, periodista i teòloga feminista uruguaiana.[29]
- 1936 - Whakatane: Margaret Mahy, escriptora neozelandesa de llibres per a infants i joves (m. 2012).[30]
- 1946 - Colwyn Bay, Gal·les: Timothy Dalton, actor gal·lès.
- 1950 - Leningrad, URSS: Ielena Firsova, compositora russa.
- 1958 - Londres, Anglaterra: Gary Oldman, actor de cinema i teatre, productor i músic anglès.
- 1960 -
  - São Paulo, Brasil: Ayrton Senna, pilot de Fórmula 1 brasiler (m. 1994).
  - Ourense, Galícia: Elena Espinosa, economista i política gallega, ha estat Ministra d'Agricultura, Pesca i Alimentació.[31]
- 1962 - Nova York, Estats Units: Matthew Broderick, actor i cantant estatunidenc.
- 1963 - Zaandam, Països Baixos: Ronald Koeman, futbolista i entrenador holandès.
- 1967 - Vigo: María Rey, periodista espanyola.[32]
- 1972 - Nairobi, Kenyaː Louise Leakey, antropòloga i paleontòloga.[33]
- 1978 - Praga, Txecoslovàquia: Alena Šeredová, actriu i model txeca.
- 1980 - 
  - Porto Alegre, Brasil: Ronaldo de Assis Moreira, Ronaldinho, futbolista brasiler.
  - Trondheim: Marit Bjørgen, esquiadora de fons noruega, una de les més destacades de la dècada del 2000.[34]
- 1985 - Cantaura, Veneçuela: Fernando Amorebieta Mardaras, futbolista basc.
- 1991 - Mâcon, França: Antoine Griezmann, futbolista francès.

## Necrològiques
Països Catalans
- 1785 - València: Benito Monfort, impressor valencià (n. 1715).
- 1929 - Màlaga: Sabina Muchart, fotògrafa professional catalana, pionera en l'art fotogràfic i el periodisme de guerra (n. 1858).[35]
- 1936 - Sabadell: Joan Sallent i Prat, impressor català.
- 1946 - Sabadell: Josep Masllovet i Sanmiquel, músic i compositor català.
- 1980 - La Paz (Bolívia): Lluís Espinal i Camps, màrtir jesuïta, periodista i cinèfil català.
- 1981 - Castelló de la Plana: Manuel Calduch i Almela, farmacèutic i botànic valencià (n. 1901).
- 1984 - Barcelona: Maria Carratalà i Van den Wouver, pianista i compositora, pedagoga i crítica musical catalana (n. 1899).[36]
- 1998 - Barcelona, Francesc Gomà i Musté, filòsof català.
- 2019 - Ribesaltes: Joan Abelanet, arqueòleg, especialista en els megàlits dels Pirineus Orientals (n. 1925).[37]
- 2021 - Cerdanya: Josep Baselga i Torres, oncòleg. Premi Internacional Catalunya el 2016 (n. 1959).[38]

Resta del món
- 1617 - Gravesend, Kent, Anglaterra: Pocahontas, princesa nativa americana.[39]
- 1652 - Bruges (Comtat de Flandes), Olivier de Wree, dit Vredius, poeta, historiador, polític i mecenes
- 1729 - Venècia, Itàlia: John Law, economista escocès.
- 1801 - Bonn, Renània, Alemanya: Andrea Luchesi, compositor italià.
- 1884 - Cambridge (Massachusetts): Ezra Abbott, bibliotecari estatunidenc (n. 1819).
- 1885 - Königsberg, Prússia: Karl Zöppritz matemàtic, físic i geògraf alemany.
- 1910 - París (França): Gaspard-Félix Tournachon, conegut popularment amb el monònim Nadar, va ser un periodista, il·lustrador i caricaturista, però sobretot fotògraf francès (n. 1820).[25]
- 1915 - Filadelfia, Pennsilvània (EUA): Frederick Winslow Taylor (n. 1856).
- 1920 - Bajina Basta, Sèrbia: Evelina Haverfield, sufragista britànica (m. 1920).[40]
- 1931 - Viena, Àustria: Erik Schmedes, tenor danès.
- 1932 - Montana (Suïssa): Mireille Havet, escriptora francesa (n. 1898).[41]
- 1985 - Denham, Anglaterra: Michael Redgrave, actor anglès.
- 1994 - Palm Beach, Florida, Lili Damita, actriu de cinema franco-estatunidenca (n. 1904).[42]
- 1998 - Moscou: Galina Ulànova, llegendària ballarina russa (n. 1910).[43]
- 2001 - L'Havana, Cuba: Dora Alonso, escriptora i periodista cubana (n. 1910).[44]
- 2004 - París: Ludmila Tcherina, ballarina, coreògrafa, pintora, escultora, actriu i escriptora francesa (n. 1924).[45]
- 2008 - Media, Pennsilvània: Patti Bown, pianista, compositora i cantant de jazz estatunidenca (n. 1931).[46]
- 2012 - Santarcangelo di Romagna, Itàlia: Tonino Guerra, escriptor i guionista italià (n. 1920).
- 2016 - Los Altos, Califòrnia: Andrew Grove, científic hongarès, un dels primers empleats de la companyia estatunidenca Intel (n. 1936).
- 2017 - Derry: Martin McGuinness, polític irlandès, viceministre principal d'Irlanda del Nord i comandant de l'Exèrcit Republicà Irlandès (n. 1950).
- 2021 - El Caire, Egipte: Nawal al-Sa'dawi, escriptora, metgessa i activista feminista egípcia, Premi Internacional Catalunya 2003 (n. 1931).[47]

## Festes i commemoracions
- Dia Mundial de la Poesia
- Dia Internacional per a l'Eliminació de la Discriminació Racial
- Onomàstica: sants Justinià de València, bisbe; Enda d'Arranmore, abadessa; Serapió d'Antinoe, eremita; Fabiola de Roma, matrona, fundadora del primer hospital d'Itàlia al segle v; Nicolau de Flüe, anacoreta; Benedetta Cambiagio Frassinello, fundadora de les Germanes Benedictines de la Providència; beata Santuccia Terrebotti, fundadora de les Serventes de Maria (Santucce); sant Thomas Cranmer (venerat només per l'anglicanisme). Alguns santorals citen erròniament Alfons de Rojas, confós amb Álvaro de Rojas de Santa María, franciscà. Fins al 1969: sant Benet de Núrsia (per l'aniversari de la translació de la seva despulla).